# Hardwickes Seeschlange
Hardwickes Seeschlange (Hydrophis hardwickii) ist eine Seeschlangenart aus der Gattung der Ruderschlangen (Hydrophis), die in Südasien verbreitet ist.

## Merkmale und Lebensweise
Die Körperform der Hardwickes Seeschlange ist kurz mit einer Gesamtlänge von durchschnittlich 860 Millimetern und einer Schwanzlänge von 85 Millimetern. Die Grundfarbe der Beschuppung ist dorsal oliv bis grau und ventral weißlich. Dabei zeichnen sich als Musterung zwischen 35 und 55 schmale, dunkle Bänder ab, jedoch sind insbesondere adulte Tiere auch einfarbig dunkelgrau ohne Bänderung. Die Ventralia (Bauchschuppen) sind median größer als die lateralen Ventralia und die Scutum dorsale (Rückenschuppen). Die Schuppen sind rechteckig bis hexagonal geformt. Der Kopf ist groß mit einer stumpfen Schnauze und einem breiten Nacken. Die Farbe des Kopfes ist blassoliv bis schwarz. Der Schwanz hat eine für Ruderschlangen zur Fortbewegung im Wasser typische, abgeplattete Form.
Hydrophis hardwickii ist vivipar (lebendgebärend) und giftig. Die Art tritt hauptsächlich in Korallenriffen, aber auch Flussmündungen und Küstenzonen mit sandigem oder schlammigem Grund auf. Dort lebt sie in Tiefen von 6 bis 15 Metern, wurde jedoch auch in größeren Wassertiefen beobachtet. Hydrophis hardwickii ist sowohl tag- als auch nachtaktiv.

## Verbreitungsgebiet
Die Art hat ein großes Verbreitungsgebiet in Südasiens und ist dort an folgenden Küsten zu finden:
- Persischer Golf (Vereinigte Arabische Emirate, Iran)
- Indischer Ozean (Sri Lanka, Indien und möglicherweise Pakistan)
- Südchinesisches Meer bis nördlich nach Shandong
- Straße von Taiwan
- Pazifik (Myanmar, Thailand, Vietnam, Indonesien, China, Japan, Neuguinea)
- Philippinen
- Indoaustralischer Archipel
- Nordküste Australiens (Northern Territory, Queensland, Western Australia)

An der Hey-Emblem-Flussmündung bei Weipa im nordwestlichen Queensland ist die Art die häufigste Seeschlange.

## Gift
Das Gift besteht aus postsynaptisch wirkenden Neurotoxinen und Myotoxinen, die Nierenversagen verursachen. Tödliche Schlangenbisse sind bekannt. Gefangene Tiere reagieren aggressiv und versuchen sofort zu beißen, können aber z. B. Neopren-Taucherhandschuhe nicht durchdringen.

## Systematik

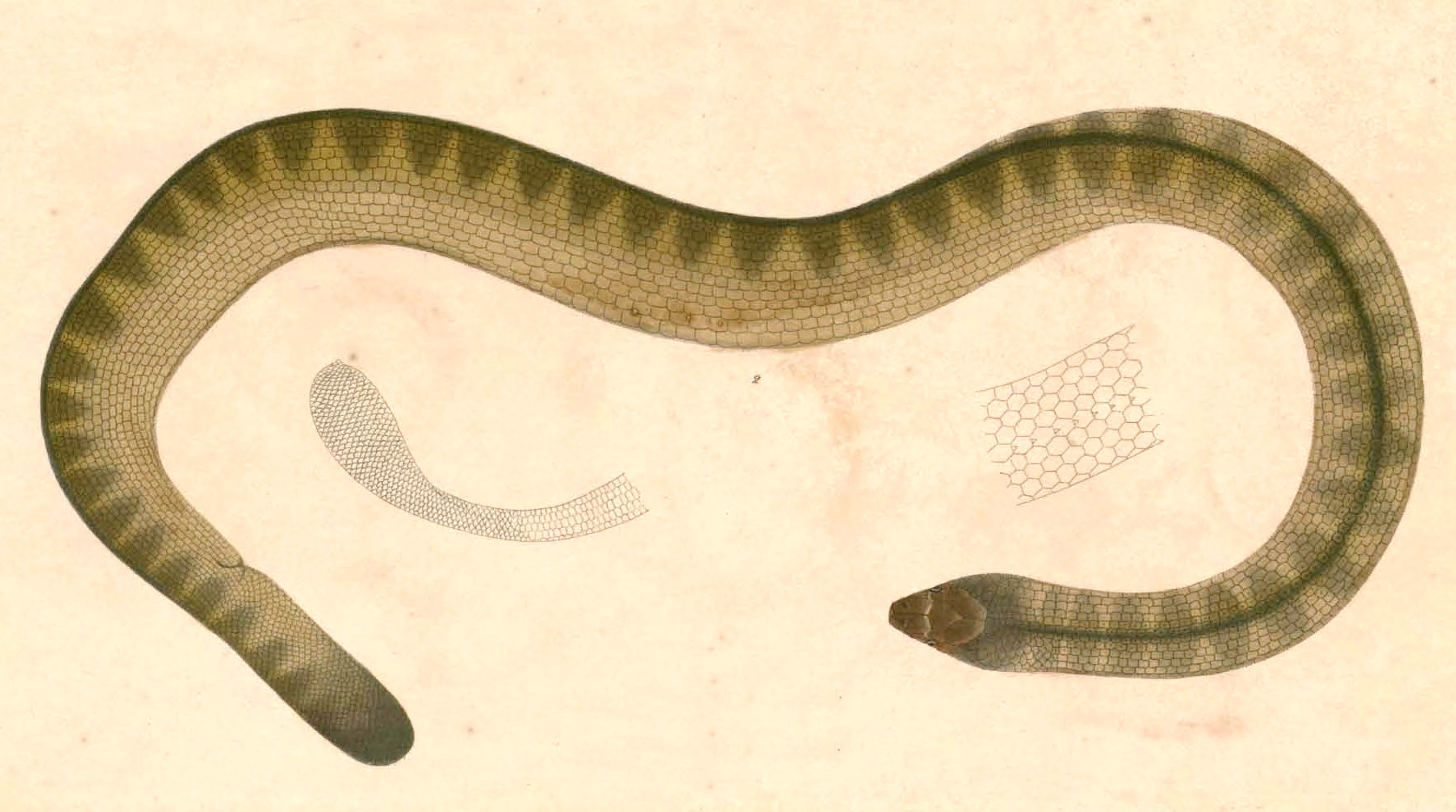
Skizze von Lapemis hardwickii, zwischen 1833 und 1834

Die Art wurde 1834 von dem britischen Zoologen John Gray unter dem Taxon Lapemis hardwickii erstbeschrieben. Seit 2012 wird sie der Gattung Hydrophis zugeordnet. Das Artepitheton leitet sich von dem Namen des britischen Generals und Amateur-Zoologens Thomas Hardwicke ab. Es werden keine Unterarten unterschieden. Hydrophis hardwickii wird u. a. von Gritis & Voris nicht als eigenständige Art anerkannt, sondern mit Hydrophis curtus synonymisiert.